# Iglesia de Santa Cruz (Écija)
La iglesia parroquial mayor de Santa Cruz de Écija (provincia de Sevilla, España) se encuentra situada en la plaza de Nuestra Señora del Valle. Su importancia jerárquica en épocas pasadas lo revela el título canónico con que antaño se advocaba, de Santa Cruz de Jerusalén, reservado a las iglesias mayores o cabezas de Sede.
Es la sede canónica de las Hermandades que se citan abajo.

## Historia
Los restos más antiguos se remontan a la época visigoda, cuando era la sede de los Prelados Astigitanos, de la que se conservan dos capiteles en el patio norte y un interesante sarcófago en el altar mayor del siglo V con escenas bíblicas talladas en la piedra.

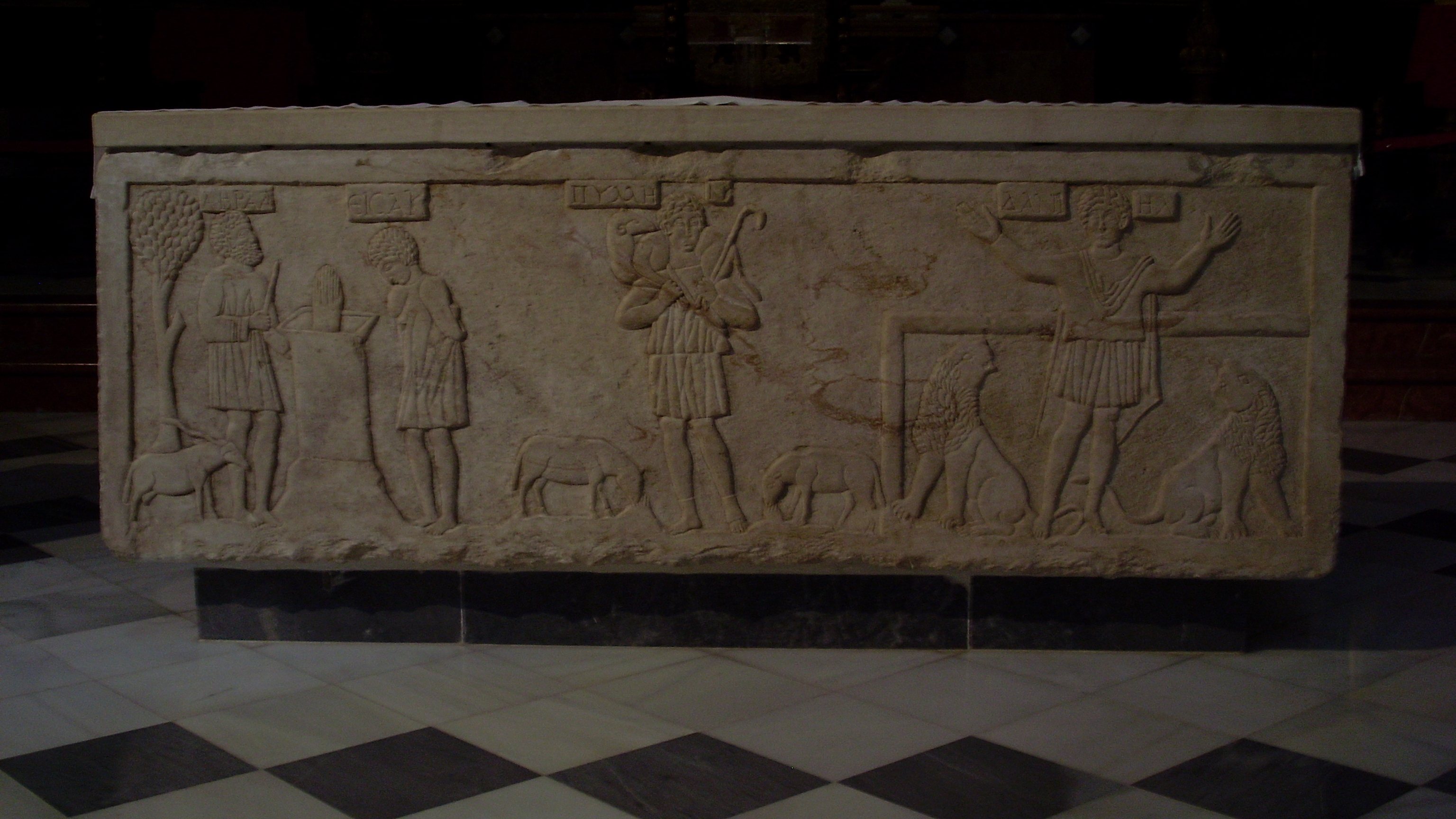
Sarcófago Paleocristiano

 Este sarcófago, hallado en 1885, mide 2,17 m de largo por 0,60 m de ancho y 0,64 m de altura, faltándole la piedra de cubierta. Fue encontrado vacío a 5 o 6 metros de profundidad al hacerse la excavación para los cimientos de una capilla adosada al muro norte de la iglesia. Solamente presenta decorada la cara anterior en la que aparecen tres escenas del Antiguo y del Nuevo Testamento que simbólicamente hacen referencia a Jesucristo.
En la época musulmana, entre los siglos VIII y XIII estuvo ubicada en este solar una de las mezquitas de Écija, construyéndose la torre actual sobre el antiguo alminar.
Tras la Reconquista y en el repartimiento de la ciudad efectuado por Alfonso X en 1263, fue designada Parroquia Mayor bajo la advocación de Santa Cruz en Jerusalén. En esta época comenzaron las obras de construcción de una nueva iglesia mudéjar, de la que se conserva en el patio norte un arco con decoración de yeserías.
En 1730 se hacen importantes obras en la torre.
Tras el terremoto de 1755 se aprueba la construcción de una nueva iglesia de estilo. En 1775 se derriba parte del edificio con miras a construir la iglesia de nueva planta. Las obras se inician el 2 de enero de 1776, colocándose la iglesia piedra el 9 de abril de 1778 y acabando en 1836, quedando inconclusa por necesidades económicas. Las trazas fueron encargadas inicialmente a José Álvarez, Maestro Mayor de obras del arzobispado de Sevilla, con posteriores reformas de Antonio Figueroa. Sin embargo, el ruinoso estado del ambicioso proyecto edificatorio, con llevó encargar en 1791 un nuevo alzado del edificio al arquitecto académico Ignacio Tomás, que disminuyó considerablemente la altura del edificio otorgándole en gran medida su aspecto actual. No obstante, Tomás tuvo que reformar materialmente su proyecto, dado que el maestro mayor de la Catedral de Sevilla, Manuel Núñez, advirtió que los pilares debían estar compuestos por piedra y no por la mezcla propuesta por Tomás. Una diferencia compositiva que puede advertirse en los tramos inacabados de la iglesia, donde se aprecia la mezcla indicada por el arquitecto académico; y los pilares del interior, compuestos de piedra a partir de las indicaciones del arquitecto catedralicio. Por consiguiente, el aspecto actual de la iglesia (a excepción de la fachada, correspondiente al proyecto de José Álvarez) responde a los diseños e informe constructivo aportado por Ignacio Tomás, con algunos cambios materiales de Manuel Núñez y algunas modificaciones en el aspecto de la cúpula, rematada durante la segunda década del siglo XIX por el arquitecto hispalense Fernando Rosales.
La iglesia proyectada contaba con planta de salón de tres naves y cinco tramos. El 21 de diciembre de 1836 se habilitó parte del ambicioso proyecto, y se abrieron al culto tres de los cinco tramos realizados, presentándose en alzado a modo de planta centrada de cruz griega con cúpula sobre pechinas en el crucero.
En abril de 1847 se estrenó la nueva sacristía de esta iglesia, cuya obra había comenzado a finales del año anterior.
En 1869 la torre se encuentra en un estado ruinoso.
En 1929 se finalizaron las obras de la capilla de Nuestra Señora del Valle situada en el testero de la nave del Evangelio.

## Descripción

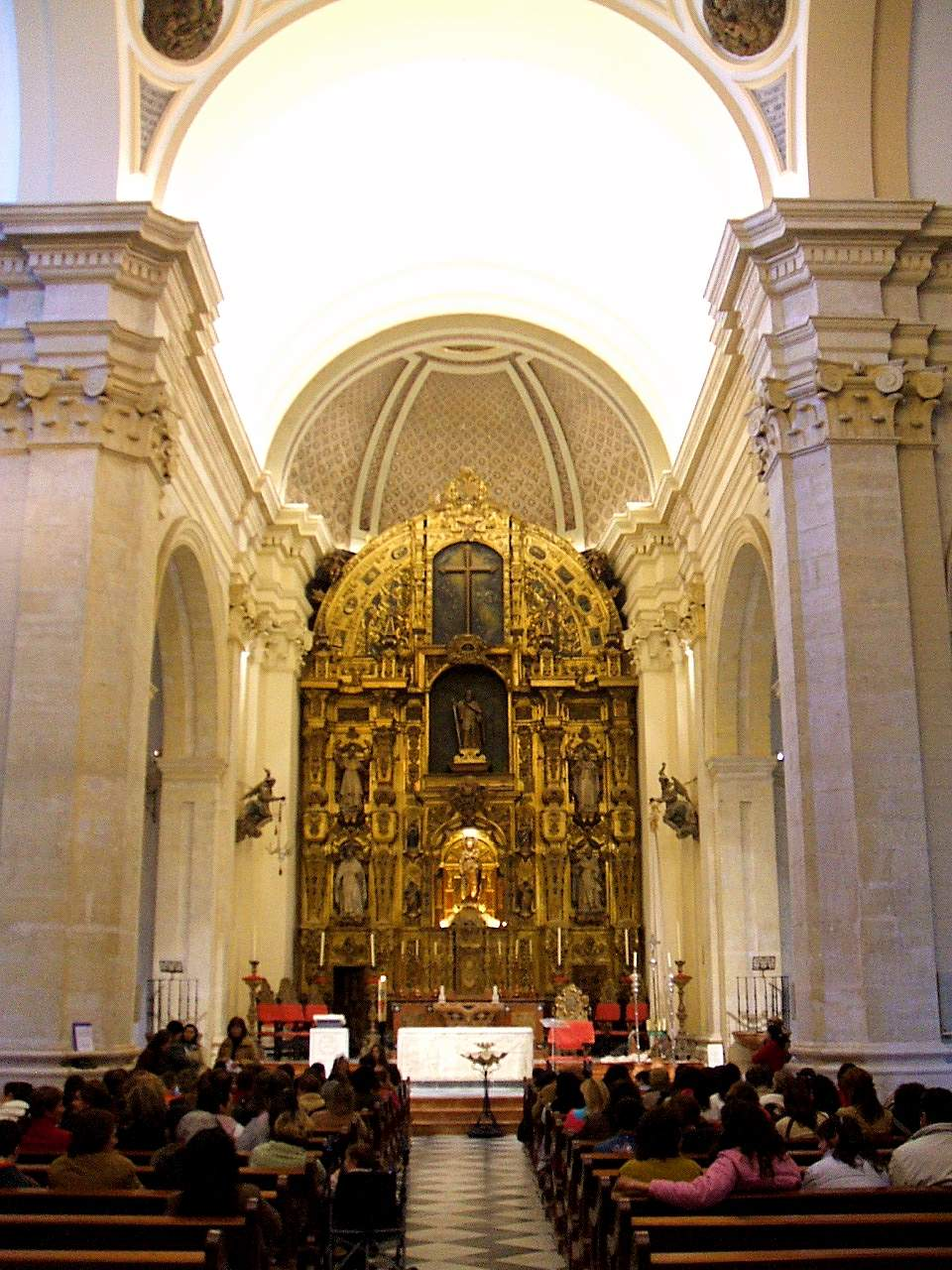
Nave central y cabecera de la iglesia.

Respondía al tipo de iglesia gótico-mudéjar, de planta de cruz latina con cinco naves, tres de comunicación y dos de capillas laterales, además de crucero y cúpula. El conjunto se completaba con dos portadas, claustro, cementerio y torre.
De esta construcción se conserva un arco mudéjar, parte del claustro y la torre, desapareciendo el resto del edificio.
El edificio tiene orientación este-oeste, de carácter neoclásico. Planta de salón con cúpula rematada por linterna en el crucero, abovedamientos de cañón y lunetos en los brazos de aquella, con otros tramos de bóvedas vaídas. Los pilares se fabricaron de ladrillos, pero quizás por su delgadez se revistieron de sillería, según puede advertirse en los tramos sin cubrir. La parte habilitada para templo desde 1836 no era la totalidad de la planta proyectada, ni de los alzados construidos, ya que pueden advertirse dos crujías que sólo aguardan su cerramiento para dar al conjunto la capacidad inicial pensada. La decoración es muy sobria a tono con el estilo, limitándose a subrayar las líneas arquitectónicas.
Al costado norte del edificio, donde se hallaba el patio de lo naranjos y el Sagrario de la antigua iglesia, existe un solar con varias arcadas y columnas que pueden ser restos de obras anteriores; y consta que en aquel lugar se proyectó un nuevo Sagrario en conexión con el templo, cuyas obras se frustraron a poco de iniciadas. También se sitúa allí mismo la torre.
El retablo mayor, del siglo XVIII, procede del Convento de la Concepción de los Mercedarios y está dedicado a la Virgen del Socorro, obra esta del círculo de Jerónimo Hernández, de hacia 1575.

### Nave del Evangelio
En la nave del Evangelio (izquierda) se encuentra el Camarín de la Virgen del Valle, patrona de la ciudad. La capilla de la Virgen del Valle da paso al Museo de arte sacro, que alberga una colección de orfebrería del siglo XVIII, mobiliario, pinturas, esculturas y casullas bordadas. Destaca un atril de arte Namban, hecho en Japón en el periodo Momoyama en el año 1573, así como una gran Custodia de Asiento de Francisco de Alfaro Hernández, de 1586 en plata dorada.
A la izquierda un retablo con la imagen de Jesús Nazareno Abrazado a la Cruz del círculo de Pedro Roldán (siglo XVII). Junto a él, las imágenes de María Santísima de la Amargura (Antonio Castillo Lastrucci en 1965) y San Antonio de Padua. En este retablo también recibía culto, antes que la Dolorosa, la imagen de San Rafael. Esta es la Hermandad del Silencio.
En el crucero el gran retablo barroco del siglo XVIII procedente del desaparecido Convento de San Agustín. Se compone de cuerpo y ático. En él se halla la realista imagen del Cristo de la Sangre, obra de Gaspar del Águila de 1567. A derecha e izquierda las imágenes de la Virgen de los Dolores y el Evangelista; San Agustín y Santa Mónica, en los intercolumnios; el relieve de la Anunciación y dos santas agustinas de madera tallada, en el referido ático. Componen la Hermandad de la Sangre.
En el último retablo, neoclásico, un Calvario del siglo XVIII, y a sus pies, una imagen de Cristo Yacente del siglo XVII. Acompañan en el retablo las imágenes de San Nicolás y Santa Lucía. Frente a este retablo, se halla en una peana la escultura de San Crispín, obispo de Écija, recientemente restaurado.

### Nave central
El retablo mayor, del siglo XVIII, procede del Convento de la Concepción de los Mercedarios y está dedicado a la Virgen del Socorro, obra esta del círculo de Jerónimo Hernández, de hacia 1575. Por encima de ella, una imagen de San Pablo (recientemente restaurada), y en el ático, la Santa Cruz. A ambos lados se encuentran los cuatro Padres de la Iglesia, y los cuatro evangelistas custodiando la Virgen del Socorro.
Los relieves de las pechinas de la cúpula representan a los obispos astigitanos San Crispín, San Fulgencio y San Probo; completando el conjunto la figura de San Isidoro, arzobispo de Sevilla.
El coro está constituido por doble serie de sillas talladas con motivos decorativos, rematando los asientos superiores por diecinueve figuras de apóstoles, mártires, obispos y ángeles, desiguales en factura, y todo del segundo tercio del siglo XVIII.

### Nave la epístola
En la nave de la epístola (a la derecha), se encuentra en un retablo colateral, neoclásico, un relieve que narra el milagro de san Pablo. Bajo el relieve, una imagen de la Inmaculada Concepción.
Sigue otro retablo neoclásico dedicado a san José con figura de tamaño académico del siglo XVIII, y a sus pies Nuestra Señora de Loreto; escultura sedente de San Pedro, de pontifical (antiguamente, hoy en el Museo de Arte Sacro del templo) y la imagen de vestir de Santa Rita (actualmente en la Capilla Bautismal). A los lados de San José, encontramos las imágenes de Santa Inés y otro santo.
Junto a esta capilla, un retablo del cuadro de Nuestro Padre Jesús Cautivo y Rescatado, anónimo del XVIII.
Pasado el brazo del crucero, se abre una puerta lateral del templo en la cual encontramos a ambos lados las imágenes de Nuestra Señora del Pilar y del Niño Jesús Cordífero, obra del siglo XVIII. Junto a ella, un retablo de Nuestra Señora de Fátima; y a continuación, hallamos otro retablo neoclásico dedicado a Cristo Resucitado (anónimo del siglo XVII), María Santísima de la Alegría (Dubé de Luque en 1988) y Santa María Magdalena. Componen la Hermandad del Resucitado. A sus laterales, las imágenes del Sagrado Corazón de Jesús y Santa Teresa de Jesús. Anteriormente estuvo presidido por una imagen pictórica de la Virgen de Guadalupe, pero que actualmente corona el exterior de la Capilla Bautismal. Frente al retablo anterior y en repisa, se encuentra San Francisco de Paula, escultura del siglo XVIII.
A los pies de la nave la capilla bautismal con pila de jaspe, obra del maestro cantero ecijano, Juan Antonio de Aro que la hizo en 1715. Está presidida por Nuestra Señora de la Paz (Dolorosa titular de la extinguida Hermandad de la Vera-Cruz), Santa Rita de Casia (antes mencionada) y San Blas vestido de obispo.
Sobre la puerta de la Colecturía se halla una notable pintura del siglo XVI representando a la Virgen con el Niño y un donante; y en el interior de dicha dependencia unas puertas de taca renacentistas con cuatro relieves de escenas bíblicas.

### Arco Mudéjar
Perteneció a una de las dos puertas de acceso al edificio gótico-mudéjar. Consta de un gran arco apuntado sobre capiteles y medias columnas tallados en su interior, centrándose la decoración en las enjutas mediante la aplicación de yeserías con atauriques y escudos, todo enmarcado por un alfiz.

### Torre

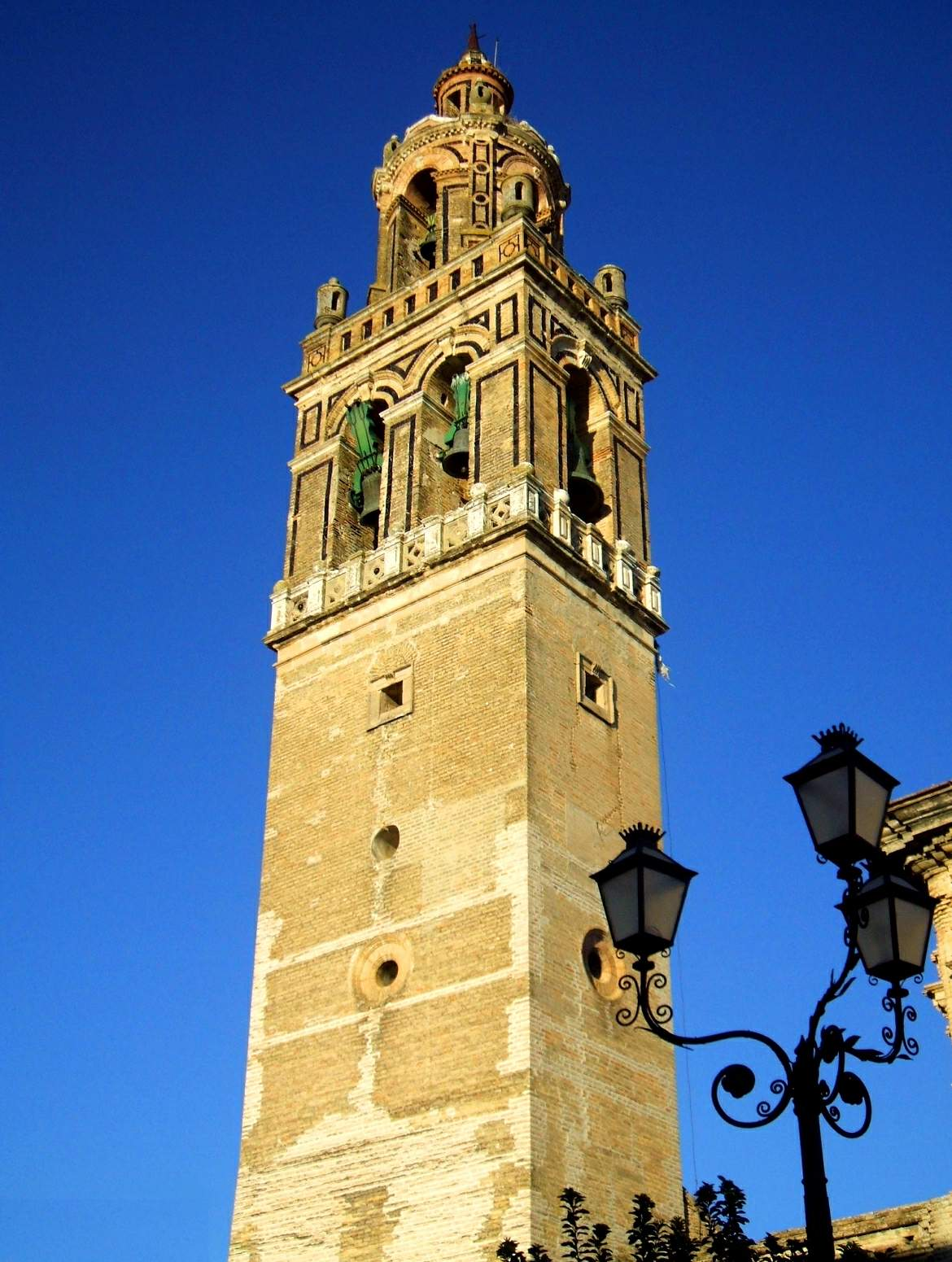
Aspecto de la torre.

Se caracteriza por ser la única de la ciudad que posee planta rectangular, reutilizando el fuste del antiguo alminar de la mezquita. Heredera directa del campanario trazado en 1568 por Hernán Ruiz II para la Giralda de Sevilla, su fisonomía actual se remonta a las obras efectuadas a lo largo del siglo XVIII, en las que intervinieron maestros de la talla de José Páez de Carmona y Juan Núñez.
Tanto la planta rectangular como la decoración de azulejos que recorren pilastras, vanos, antepechos, enjutas y cupulín, le confieren un marcado sentido clásico con aires renacentistas. El primer tercio del fuste es macizo y se corresponde con la parte del antiguo alminar, al que se añade la prolongación renacentista con una escalera de caracol interna con iluminación mediante vanos circulares y cuadrados.
El primer cuerpo se delimita mediante un antepecho pétreo de claras influencias de la Giralda, sobre el que se distribuyen los vanos de medio punto con ménsula en la clave central, para las campanas, dos en los lados mayores y uno para los menores. El segundo cuerpo, denominado de la matraca, consta de un antepecho de ladrillo con lucernarios de cantería en sus ángulos, antepecho que delimita un espacio cuadrado del que emerge un cuerpo circular cuadrifonte con pilastras de capitel jónico, rematado en sus cardinales por arcos de triple inflexión. El último cuerpo, también circular y flanqueado en sus frentes por lucernarios, consta de cuatro vanos adintelados rematado por un cupulín sobre el que se asienta una figura angélical que hace las veces de veleta.

## Leyenda
Según cuenta la leyenda, en la Edad Media existían tres hermanos Fulgencio, Leandro y Florentina. Fulgencio llegó a ser Santo Obispo Astigitano, Leandro arzobispo de Sevilla y la princesa Florentina, que al renunciar a las grandezas mundanas y fundar el monasterio de religiosas de la orden benedictina, llegó a ser Santa Florentina. Ésta era muy devota de la Virgen y gracias a su hermano San Leandro obtuvo un “Mariano simulacro” al que le otorgó el nombre de Nuestra Señora del Valle en honor al lugar en el que se había fundado el monasterio-convento. Antes de la invasión islámica se escondieron los restos de santa Florentina y la imagen de la Virgen del Valle para que no fueran saqueadas. A partir de aquí hay dos versiones sobre la imagen de la Señora y Reina del Valle. La más conocida es que el Conde de Palma don Luis Portocarrero, con ocasión de cazar una paloma en un muro del derruido convento halló la imagen y la reconstruyó. Posteriormente el monasterio quedó de nuevo en ruinas y la imagen fue trasladada definitivamente a la Iglesia de Santa Cruz, donde hoy recibe culto como patrona de la ciudad.

## Hermandades
La Carrera Oficial en la Semana Santa Ecijana acaba en la Plaza de Nuestra Señora del Valle, en la cual se encuentra esta Parroquia Mayor. Este hecho se debe a que las Hermandades ecijanas y la misma ciudad desean con ansia poder realizar la estación de penitencia en el interior de esta Iglesia Mayor, pero por motivos no públicos que expone el Cura Párroco, aun Écija no ha conseguido que sus Hermandades realicen estación de penitencia a la Mayor de sus Parroquias.
De hecho se sabe por documentación que las hermandades ecijanas ya discurrian por el interior del Templo hasta antes del Terremoto de Lisboa, e incluso llegaron a reclamar la ampliación de las puertas de acceso para mejorar el tránsito de las andas procesionales.
La larga duración de las obras, entre 1775 y 1836, fue quizás la causa por la que cayera en el olvido esta tradición que hoy, dos siglos y medio después, tenemos la oportunidad y el deber de retomar.
Hermandades de Penitencia residentes en dicha Parroquia (Semana Santa):
- Hermandad de la Sangre (Jueves Santo).
- Hermandad del Silencio (Madrugá, noche del Jueves Santo al Viernes Santo).
- Hermandad del Resucitado (Domingo de Resurrección).

También es la sede canónica de la Hermandad de Gloria de Nuestra Señora del Valle Coronada, patrona de la ciudad. Al igual que de la Adoración Nocturna Masculina y Femenina, que celebra cada año la festividad y salida procesional del Corpus Christi.